# British American Racing
British American Racing (B.A.R.) – zespół Formuły 1 w latach 1999–2005, którego nazwa pochodziła od głównego sponsora i współwłaściciela – firmy British American Tobacco (B.A.T.), właściciela marki Lucky Strike.
Zespół zadebiutował w sezonie 1999. 4 października 2005 roku został przejęty przez Hondę, która będąc wcześniej w posiadaniu 45% akcji, odkupiła pozostałe udziały od B.A.T. Japoński koncern przekształcił B.A.R. w swój zespół fabryczny – Honda Racing F1.

## Historia
B.A.T. był związany z Formułą 1 od wielu lat, liczne jej marki były reklamowane na bolidach. Za namową Craiga Pollocka firma w przerwie między sezonami 1997 i 1998 kupiła za 30 milionów funtów stajnię Tyrrell. W sezonie 1998 nosiła ona jeszcze starą nazwę, a od sezon 1999 zaczęto stosować nazwę British American Racing.
Pollock został szefem zespołu i zdołał namówić do współpracy swojego podopiecznego, mistrza świata z sezonu 1997, Jacques’a Villeneuve’a. Kanadyjczyk skuszony wysokim kontraktem odszedł ze stajni Williams po sezonie 1998, jego nowym partnerem został, debiutujący w Formule 1, Ricardo Zonta.
Craig Pollock chciał wprowadzić do Formuły 1 dwa różne malowania bolidu w obrębie jednego zespołu. Zaprezentował więc dwa bolidy w barwach marek British American Tobacco: Lucky Strike i 555. FIA zakazała takiego rozwiązania, więc połączono obydwa malowania. Choć obydwa malowania połączono, obaj kierowcy zespołu prezentowali się w dwóch różnych kombinezonach.
Pollock wierzył w sukces zespołu już w pierwszym sezonie startów. Sezon był jednak katastrofalny, a stajnia nie zdobyła ani jednego punktu w klasyfikacji konstruktorów, nawet stajnia Minardi okazała się lepsza. Villeneuve rozpoczął sezon od 11 nieukończonych wyścigów, a jego najlepsza pozycja to ósme miejsce. Zonta tymczasem opuścił trzy wyścigi z powodu obrażeń i także najlepszą pozycją jaką zajął było ósme miejsce. Najlepszy wynik dla stajni uzyskał, zastępujący Zontę, Mika Salo, który zajął siódmą pozycję.
Po nieudanych startach z silnikami Supertec (silniki Renault pod inną marką), stajnia podpisała kontrakt z Hondą od sezonu 2000. Różnica była widoczna, silniki były bardziej wytrzymałe i konkurencyjne. Jednak najlepszą pozycją jaką zajęła stajnia było 4. miejsce. Mimo widocznej poprawy właściciele stajni liczyli na coś więcej i ostatecznie Pollock został zwolniony.
David Richards został nowym dyrektorem stajni od sezonu 2002, ale sytuacja się nie zmieniła. Zdobywanie punktów nie wychodziło Villeneuve’owi, Panisowi, a później Jensonowi Buttonowi. Słabe wyniki osiągane przez Jacques’a doprowadziły do zamienienia go przez Japończyka, Takumę Satō pod koniec sezonu 2003. Samochód w tym sezonie był jedną z czołowych konstrukcji, ale słabe wyniki stajni były spowodowane oponami Bridgestone. W przerwie pomiędzy sezonami stajnia podpisała kontrakt na dostawę opon z Michelin.
Sezon 2004 był najbardziej udanym w historii stajni. Button wielokrotnie stawał na podium i zdobył dla stajni pierwsze pole position. Zespół po walce ze stajnią Renault zdobył tytuł wicemistrza w klasyfikacji konstruktorów. Pomimo nieścisłej sytuacji w związku z kontraktem Buttona, on i stajnia wykazały się profesjonalizmem odkładając tę sprawę poza wyścigi.
W sezonie 2005 skład kierowców nie zmienił się. David Richards został zastąpiony przez Geoffa Willisa. Pierwszy, lepszy występ stajni miał miejsce podczas Grand Prix San Marino, Jenson Button zajął trzecie miejsce, a Takuma Satō piąte. Po tym wyścigu pojawiły się podejrzenia, jako że zespół używał paliwo jako balastu i dokonano nieprawidłowości podczas badań kontrolnych, jednak po wyścigu samochody zostały zatwierdzone przez stewardów jako zgodne z regulaminem. Po kilku dniach FIA odwołała się od decyzji swoich stewardów i oskarżyła zespół o oszustwo. Międzynarodowy Sądu Apelacyjnego FIA orzekł, że BAR złamał Regulamin Sportowy, zdyskwalifikował ich z GP San Marino i dodatkowo wykluczył z następnych dwóch Grand Prix (w Hiszpanii i w Monaco).
Sezon 2005 był ostatnim w historii zespołu – po wykupieniu przez Hondę został przekształcony w jej ekipę fabryczną – Honda Racing F1.
W latach 2004–06 podczas GP Chin reklamy Lucky Strike zastępowano reklamami marki 555, ponieważ papierosy tej marki były tam bardziej znane. Przez cały okres istnienia zespołu na bolidzie widniało niewielkie logo 555 World Racing.

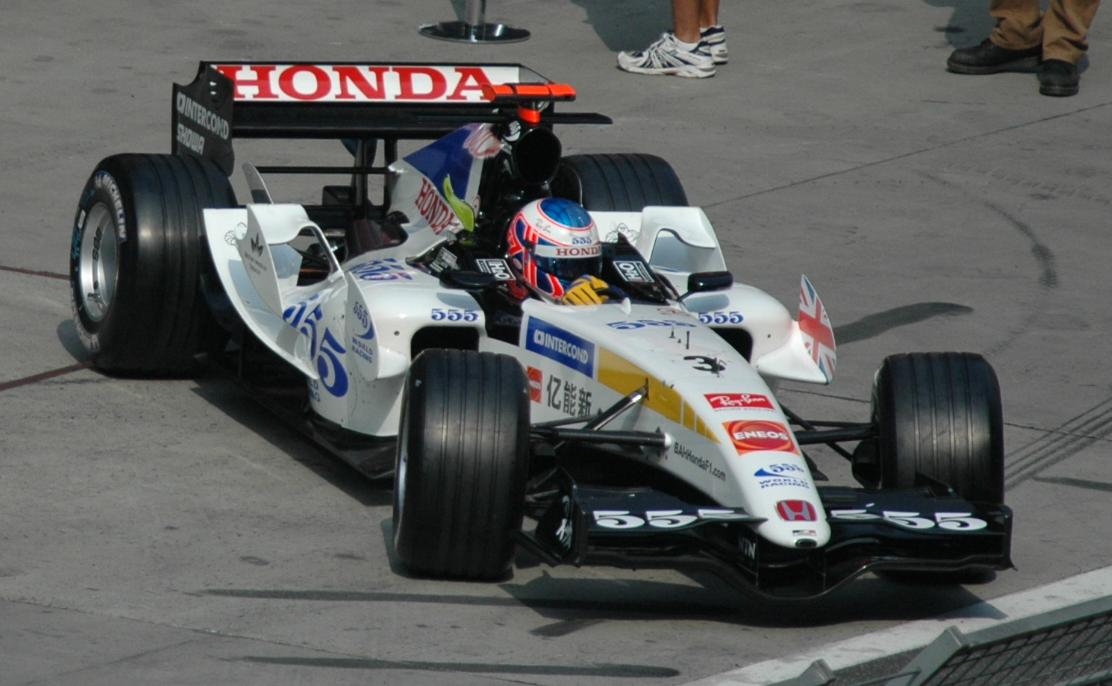
Jenson Button w barwach marki 555

## Starty w Formule 1

### Informacje techniczne
| Sezon | Zespół                            | Podwozie | Silnik (Typ)            | Opony       |
| ----- | --------------------------------- | -------- | ----------------------- | ----------- |
| 1999  | British American Racing           | BAR 01   | Supertec (3,0l V10)     | Bridgestone |
| 2000  | Lucky Strike Reynard B.A.R. Honda | BAR 002  | Honda (RA000e 3,0l V10) | Bridgestone |
| 2001  | Lucky Strike B.A.R. Honda         | BAR 003  | Honda (RA001e 3,0l V10) | Bridgestone |
| 2002  | Lucky Strike B.A.R. Honda         | BAR 004  | Honda (RA002e 3,0l V10) | Bridgestone |
| 2003  | Lucky Strike B.A.R. Honda         | BAR 005  | Honda (RA003e 3,0l V10) | Bridgestone |
| 2004  | Lucky Strike B.A.R. Honda         | BAR 006  | Honda (RA004e 3,0l V10) | Michelin    |
| 2005  | Lucky Strike B.A.R. Honda         | BAR 007  | Honda (RA005e 3,0l V10) | Michelin    |
| Razem | 3                                 | 7        | 2                       | 2           |
| Sezon | Zespół                            | Podwozie | Silnik (Typ)            | Opony       |